# Olaf Fostenes (schip, 1936)
Het M/S Olaf Fostenes was een Noors motorvrachtschip van 2.994 ton. Ze werd gebouwd in 1936 door Helsingörs Jernskibs-og Maskinbyggeri A/S, Helsingør, Denemarken, waarvan de eigenaars Lars Fostenes & O. A. Knutsen uit Haugesund, Noorwegen waren. Haar lading bestond uit ballast toen ze vertrok voor haar laatste reis van Liverpool, Groot-Brittannië op 12 september 1942, naar Halifax, Nova Scotia, Canada. Haar signaalcode was LJGK. De gezagvoerder was kapitein Axel Lindahl met een bemanning van 36 man.

## Geschiedenis
De M/S Olaf Fostenes werd gebruikt vóór de Tweede Wereldoorlog als fruitvrachtschip tussen Europa en Gabon, toen nog Duits Kameroen.
Op 31 augustus 1940 redde de Olaf Fostenes met kapitein Valvatne aan boord, 251 overlevenden die met het Nederlandse passagiersschip, de Volendam getorpedeerd werden, door de U-60 van Oberleutnant Adalbert Schnee. Veel van de overlevenden waren vrouwen en kinderen, die geëvacueerd werden naar Engeland en Canada, waar ze in Greenock op 1 september aankwamen.

## Haar einde
Op 18 september 1942, om 09.21 u. werd de M/S Olaf Fostenes echter getroffen door een torpedo van kapitänleutnant Josef Röther, commandant van de U-380 aan haar stuurboordzijde en zonk na twee uur, om 11.20 u. in positie 44°56' N. en 41°05' W. Kapitein Axel Lindahl en zijn voltallige bemanning konden veilig het zinkende schip verlaten in twee reddingsboten en roeiden daarna richting Newfoundland, Canada. 
Op 26 september werden ze gezien door een vliegtuig en kort daarna opgepikt door een Britse torpedojager die onderweg was naar St. Johns, een havenstad in de provincie Newfoundland en Labrador in Canada.